# Championnat d'Italie de football 1905

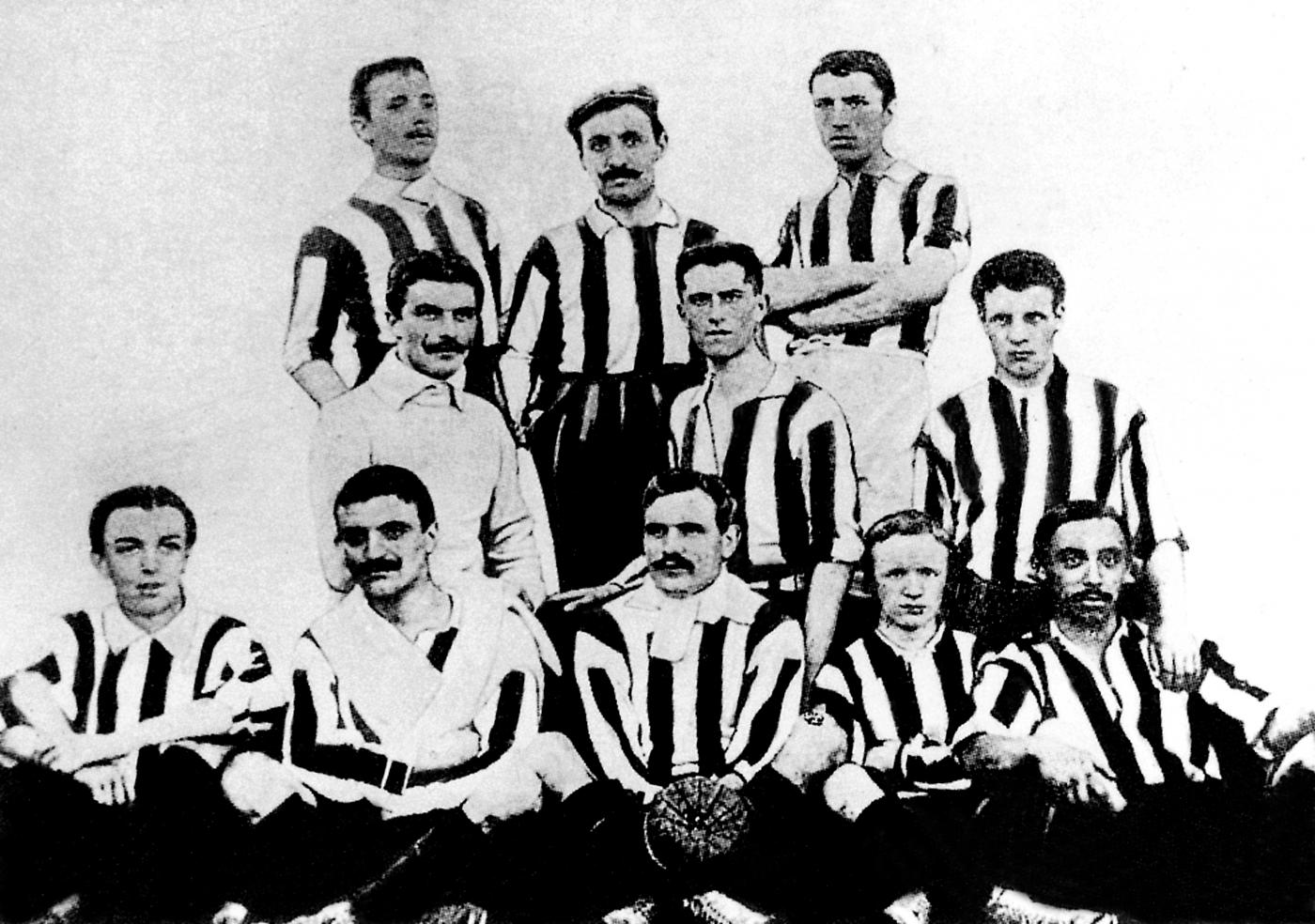
Juventus 1905

Le Championnat d'Italie de football 1905 est la huitième édition du championnat d'Italie. Le Foot-Ball Club Juventus remporte son premier titre de champion.

## Eliminatoire

### Ligurie
| dimanche 5 février 1905 | Genoa | 0 - 0 | Andrea Doria | Ponte Carrega, Gênes Arbitre : |
| dimanche 5 février 1905 |       |       |              | Ponte Carrega, Gênes Arbitre : |

| dimanche 12 février 1905 | Andrea Doria   | 1 - 1 | Genoa          | Gênes Arbitre : |
| dimanche 12 février 1905 | Buteur inconnu |       | Buteur inconnu | Gênes Arbitre : |

- Match d'appuis

| dimanche 19 février 1905 | Genoa       | 1 - 0 | Andrea Doria | Ponte Carrega, Gênes Arbitre : |
| dimanche 19 février 1905 | Walter Agar |       |              | Ponte Carrega, Gênes Arbitre : |

### Piémont
Les éliminatoires devaient opposé le Football Club Torinese au Foot-Ball Club Juventus, mais le FC Torinese se déclara forfait qualifiant ainsi la Juventus pour la phase finale. 

### Lombardie
| dimanche 12 février 1905 | Milan                           | 3 - 3 | US Milanese | Campo dell'Acquabella, Milan Arbitre : Pasteur |
| dimanche 12 février 1905 | Gustavo Carrer Alessandro Trerè |       | Recalcati   | Campo dell'Acquabella, Milan Arbitre : Pasteur |

| dimanche 19 février 1905 | US Milanese                      | 7 - 6 | Milan                                          | Campo di via Comasina, Milan Arbitre : Malvano |
| dimanche 19 février 1905 | Varisco Franziosi Buteur inconnu |       | Giuseppe Rizzi Alessandro Trerè Buteur inconnu | Campo di via Comasina, Milan Arbitre : Malvano |

## Phase nationale
Après s'être inclinée deux années de suite en finale, la Juventus remporte son premier titre. La nouvelle formule pour l'attribution du titre met aux prises les trois champions régionaux. 
| dimanche 5 mars 1905 | Juventus            | 3 - 0 | US Milanese | Turin Arbitre : |
| dimanche 5 mars 1905 | Donna Varetti Donna |       |             | Turin Arbitre : |

| dimanche 12 mars 1905 | Genoa   | 1 - 1 | Juventus | Ponte Carrega, Gênes Arbitre : Calì |
| dimanche 12 mars 1905 | Pollack |       | Forlano  | Ponte Carrega, Gênes Arbitre : Calì |

| dimanche 19 mars 1905 | US Milanese      | 2 - 3 | Genoa                   | Milan Arbitre : Sutter |
| dimanche 19 mars 1905 | Buteurs inconnus |       | Pollack Foffani Salvadè | Milan Arbitre : Sutter |

| dimanche 26 mars 1905 | US Milanese | 1 - 4 | Juventus                     | Milan Arbitre : |
| dimanche 26 mars 1905 | Varisco     |       | Donna Forlano Squair Varetti | Milan Arbitre : |

| dimanche 2 avril 1905 | Juventus      | 1 - 1 | Genoa       | Turin Arbitre : Magni |
| dimanche 2 avril 1905 | Forlano (40°) |       | Mayer (10°) | Turin Arbitre : Magni |

| dimanche 9 avril 1905 | Genoa   | 2 - 2 | US Milanese                   | Ponte Carrega, Gênes Arbitre : Kilpin |
| dimanche 9 avril 1905 | Pollack |       | Umberto Meazza Buteur inconnu | Ponte Carrega, Gênes Arbitre : Kilpin |

|  |    | Classement final                | Pt | G | V | N | D | B.p | B.c |
|  | -- | ------------------------------- | -- | - | - | - | - | --- | --- |
|  | 1. | Foot-Ball Club Juventus         | 6  | 4 | 2 | 2 | 0 | 9   | 3   |
|  | 2. | Genoa Cricket and Football Club | 5  | 4 | 1 | 3 | 0 | 7   | 6   |
|  | 3. | US Milanese                     | 1  | 4 | 0 | 1 | 3 | 5   | 12  |

## Effectif du Foot-Ball Club Juventus
- Luigi Durante
- Gioacchino Armano I
- Oreste Mazzia
- Paul Arnold Walty
- Giovanni Goccione
- Jack Diment
- Alberto Barberis
- Carlo Vittorio Varetti
- Luigi Forlano
- James Squair
- Domenico Donna